# Deeper and Deeper
"Deeper and Deeper" é uma música da cantora estadunidense Madonna, contida em seu quinto álbum de estúdio, Erotica (1992). Uma versão abreviada da música foi incluída na segunda maior coletânea de grandes sucessos de Madonna, GHV2 (2001). A música foi escrita e produzida pela própria intérprete ao lado de Shep Pettibone, com uma composição adicional de Anthony Shimkin. "Deeper and Deeper" é uma canção dance pop com influências de música disco, house e soul da Filadélfia e apresenta instrumentação de violões e batidas de castanholas na ponte. Liricamente, a música fala sobre desejo sexual, embora tenha sido argumentado que na verdade é sobre uma jovem aceitando sua homossexualidade.
"Deeper and Deeper" foi lançado em 17 de novembro de 1992 pela Maverick Records como o segundo single de Erotica, a canção recebeu críticas positivas. Os críticos de música o consideraram uma das faixas de Madonna mais fortemente influenciada pela música disco e elogiaram a natureza refrescante e o apelo dance da obra. Também obteve uma exitosa recepção comercial; alcançando o número sete na tabela da Billboard Hot 100 e o top 10 em vários países, incluindo Canadá, Nova Zelândia e Reino Unido, enquanto liderou a tabela da Itália.
O videoclipe que acompanha "Deeper and Deeper" foi dirigido por Bobby Woods. Foi visto como uma homenagem ao artista americano Andy Warhol e ao diretor italiano Luchino Visconti; Madonna interpreta uma personagem baseada em Edie Sedgwick, que sai para uma boate para conhecer seus amigos e seu namorado. Madonna performou "Deeper and Deeper" em três de suas turnês; sendo Rebel Heart Tour (2015–16) a última.

## Antecedentes e desenvolvimento

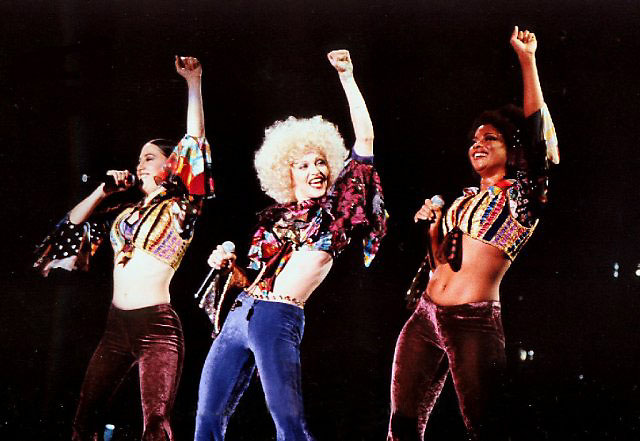
Madonna e suas dançarinas Donna De Lory (esquerda) e Niki Haris (direita) performando "Deeper and Deeper" durante um dos shows da The Girlie Show World Tour (1993)

Em 1992, Madonna fundou sua própria empresa de entretenimento  empresa de entretenimento multimídia, a Maverick, composta por uma gravadora (Maverick Records), uma produtora de filmes (Maverick Films) e as divisões associadas de edição musical, transmissão televisiva, publicação de livros e merchandising.. Os dois primeiros projetos do empreendimento foram seu quinto álbum de estúdio, Erotica, e um livro de fotografias com Madonna, intitulado Sex. Para o álbum, Madonna colaborou principalmente com o produtor Shep Pettibone. Pettibone começou a trabalhar com Madonna nos anos 80, fornecendo remixes para vários de seus singles. Ao lado de Pettibone, Madonna contou com a ajuda do produtor André Betts, que anteriormente co-produziu "Justify My Love" para a The Immaculate Collection. Madonna disse que estava interessada em trabalhar com Pettibone e Betts devido à sua capacidade de permanecerem conectados ao dance underground: "Eles vêm de extremos opostos do espectro em termos de estilo musical e abordagem à música, mas eles ' ambos estão conectados à rua e ainda estão jovens e com fome".
Segundo Pettibone em um artigo "Erotica Diaries" publicado na revista Icon de Madonna , ele produziu uma fita com quatro músicas, para Madonna ouvir, antes de viajar para Chicago, onde estava filmando A League of Their Own. Ela ouviu as músicas e gostou de todas elas. Depois de encerrar a filmagem, Madonna conheceu Pettibone em Nova Iorque para começar a trabalhar em conjunto em novembro de 1991. Sua programação foi esporádica no início. Eles ficaram no estúdio por uma semana e depois ela trabalhou com Steven Meisel em Sex, por duas semanas. Ocasionalmente, Madonna também encontrava André Betts. O primeiro lote de músicas em que Madonna e Pettibone trabalharam juntos foram "Erotica", "Rain" e "Thief of Hearts"; Madonna escrevia a letra enquanto Pettibone trabalhava na música. No começo, Madonna não gostou das músicas que gravou. Ela queria que Erotica soasse bruto, como se tivesse sido gravado em um beco do Harlem, e não uma produção brilhante para permear seu som, de acordo com Pettibone. A primeira versão gravada de "Deeper and Deeper" não estava funcionando Pettibone disse que tentou diferentes pontes e mudanças, mas no final Madonna queria que o meio da música tivesse uma guitarra flamenca. Pettibone lembrou:
"Deeper and Deeper" foi uma daquelas músicas com as quais ela sempre teve problemas. O meio da música não estava funcionando. Tentamos diferentes pontes e mudanças, mas nada funcionou. No final, Madonna queria que o meio da música tivesse uma guitarra flamenca tocando muito. Eu não gostei da ideia de pegar uma música da house de Philly e colocar 'La Isla Bonita' no meio dela. Mas é isso que ela queria, e é isso que ela tem.

## Composição
"Deeper and Deeper" foi escrito por Madonna, Shep Pettibone e Anthony Shimkin e foi produzido pela própria intérprete e Pettibone. A música foi gravada no Sound Works Studios em Astoria, Nova Iorque. Entre os Os músicos participantes incluem Pettibone como seqüenciador, tecladista e programador, em conjunto com Shimkin; Paul Pesco nas guitarras e Dennis Mitchell, Robin Hancock e George Karras na engenharia e mixagem. Donna De Lory e Niki Haris colaboraram nos coros. De Lory lembrou que "[Niki e eu] voamos para Nova Iorque para trabalhar no álbum de Madonna. Nós tínhamos cantado com ela antes, então o nosso relacionamento era realmente confortável. E, meu Deus, essa música! Sweeter and sweeter and sweeter!. "Deeper and Deeper" é uma canção dance pop com influências de música disco, house e soul da Filadélfia, cuja letra é sobre o desejo sexual, embora de acordo com o texto do autor Dan Cadan no encarte do álbum GHV2 (2001 ), na verdade fala de uma jovem que aceita sua homossexualidade.
Começa com Madonna repetindo as palavras: "Mais profundo e mais profundo e mais profundo" antes de começar o refrão; "Não posso deixar de me apaixonar, caio cada vez mais fundo quanto mais vou".. A linha do primeiro verso; "Quando você sabe que as notas cantam, você pode cantar quase tudo" é uma referência ao tema "Do Re Mi" do musical 1959 The Sound of Music. Em toda a faixa, você encontra "uma justaposição de sintetizadores giradores de disco, ritmos de house e [estilo] Philly", bem como castanholas e uma guitarra flamenca na ponte. De acordo com a partitura publicada pela Alfred Publishing, a obra foi composta com um compasso de 04.04, uum ritmo moderado de 120 batidas por minuto, e segue uma progressão harmônica de dó menor7/sol—fá sustenido3/sol—sol—sol7sus—sol7 No final, Madonna recita uma frase de seu single anterior "Vogue", no que o acadêmico Georges-Claude Guilbert, autor de Madonna as Postmodern Myth, chamou de "a última vez pós-moderna".

## Análise da crítica
"Deeper and Deeper" recebeu muitos elogios de críticos especializados. J. Randy Taraborrelli, em sua biografia de Madonna, Madonna: An Intimate Biography, comentou que era "uma mudança de ritmo da música-título. Uma groove house direto na tradição dos clubes mais divertidos de Nova Iorque". Da mesma forma, Joel Lynch, da Billboard, disse que "se "Erotica" era um jogo sonoro ousado, o segundo single, "Deeper and Deeper", o encontrou em um território mais familiar de dance, discoteca e house". Stephen Thomas Erlewine, doAllmusic, disse que foi uma das obras "melhores e mais realizadoras" da intérprete. Arion Berger, da Rolling Stone, chamou de um dos momentos de "puro disco" do álbum e acrescentou que "você não precisa de ressonância emocional para fazê-lo funcionar". Sal Cinquemani, da Slant Magazine, pensava que era "um produto de seu tempo e um clássico atemporal de Madge". Em sua revisão da compilação do GHV2, o mesmo autor afirmou que "hoje soa tão bom como há quase uma década". Em 2011, a equipe da revista o considerou um dos 100 melhores singles dos anos 90 e disse que estava "entre as maiores conquistas de Madonna". Finalmente, em um ranking que catalogava todos os 78 singles da artista até 2018, Ed Gonzalez o incluiu na sexta posição e o descreveu como um "conto de fadas ardente e comovente sobre saudade" e "uma destilação aguda de glamour" de Erotica e a eterna ambição loira de Madonna.

Enquanto "Vogue" era sobre a alegria da libertação, ["Deeper and Deeper"] é um hino para aqueles que ainda não atingiram esse nível de confiança. Transbordando de desejo reprimido, torna-se um clímax inevitável (pontuado por violão e castanholas espanholas), mergulhado em um emocionante perigo de dar os primeiros e tímidos passos em direção às liberdades que você tem negado a si mesmo.Joel Lynch, da revista Billboard, citou "Deeper and Deeper" na contagem das 100 melhores músicas de Madonna, onde alcançou a nona posição.

Joe Morgan, do site Gay Star News, chamou de "pegajoso, fascinante e um de seus melhores hinos de  dance". Na contagem das 100 melhores músicas do artista, "Deeper and Deeper" ficou na sétima posição; Louis Virtel, criador do artigo para o site NewNowNext, considerou-o "alegre e enérgico", além de "uma homenagem aos seus dias de discoteca, e ainda é o melhor amigo de DJ em muitos bares gays modernos". Para Phil Sutcliffe, da Q, "isso pode ser confundido com uma homenagem a Kylie". Tony Power de Blender o citou como uma das melhores músicas de Erotica. Samuel Murrian de Instinct o comparou a "Vogue" dizendo ser tão bom ou melhor. No portal Medium, Richard LeBeau disse que foram "cinco minutos e meio de pura felicidade que marcam outra colaboração magistral entre Madonna e Shep Pettibone". Para Guillermo Alonso, da edição espanhola da Vanity Fair, foi o "número mais abertamente gay de sua carreira. [...] raramente foi mais enérgico e raramente deu origem a um refrão mais irresistível". No ranking dos melhores singles do artista, Jude Rogers, do The Guardian, descreveu-o como "uma elegante excursão pós-"Vogue" ao R&B dos anos 90". Em uma lista semelhante sobre os singles da intérprete, Chuck Arnold, da Entertainment Weekly, o colocou em vigésimo quinto lugar, e Charlotte Robinson, do PopMatters, a chamou de "uma ótima música pop sobre a importância de ouvir os conselhos de mamãe e papai".

## Videoclipe

Captura de tela do videoclipe "Deeper and Deeper", com Madonna e suas amigas assistindo um stripper enquanto comem bananas; isso foi visto como uma referência à arte da capa escrita por Warhol para The Velvet Underground & Nico.

O videoclipe de "Deeper and Deeper" foi filmado nos dias 7 e 8 de novembro de 1992 nos Estúdios Ren-Mar e na boate The Roxbury em Los Angeles, Califórnia, sob a direção de Bobby Woods. Em que, Madonna desempenha a mentora de Andy Warhol, Edie Sedgwick. Woods lembrou que «[Madonna] queria fazer um vídeo no estilo de Andy Warhol/Edie Sedgwick. Ela acreditava, e acho que isso é verdade, que havia uma semelhança entre os Estados Unidos nos felizes anos 20 e 70 da era disco. Estiveram presentes a diretora Sofia Coppola, atriz e amiga de Madonna Debi Mazar, diretora de pornografia gay Chi Chi LaRue, ator pornográfico Joey Stefano, empresário Seymour Stein, estilista Ingrid Casares e ator alemão Udo Kier. Madonna também convidou o ex colaborador Warhol Joe Dallesandro para participar, mas rejeitou a proposta. Segundo o diretor, as cenas de dança foram "100% espontâneas. [...] enchemos a discoteca com as pessoas, colocamos a música e elas começaram a dançar".
O vídeo começa com o personagem de Kier em um quarto escuro, falando em alemão com legendas em inglês: "Nossos ídolos e demônios terão a decisão de nos perseguir até que o permitamos. Deixe-os ir!. Depois disso, Madonna chega a uma discoteca em um conversível Mercedes-Benz W-111 e procura seu amante, também interpretado por Kier. Enquanto está na discoteca, os balões que estão amarrados ao bar, começam a se perder ou explodir. Em seguida, fotos da artista são intercaladas, encontrando e dançando com suas amigas, uma cena em que ela é fotografada e outra em que ela e suas amigas veem um homem (Stefano) dançando de cueca. No final, o homem no início (Kier) corta o último de seus balões.
Em seu livro  The Resistance: Ten Years of Pop Culture that Shook the World, Armond White afirmou que "nos grandes "Deeper and Deeper", Madonna combina o historicismo com sua consciência da Arte pop. De volta à era do declínio generalizado, tipificado através do álbum e do zênite publicitário de Andy Warhol". Georges-Claude Guilbert disse que "ele recria a atmosfera das fitas subterrâneas de Warhol e Morrissey, particularmente Flesh (1968) e Trash (1970)". Além disso, ele descreveu a aparência da cantora como uma mistura entre Isadora Duncan, Dita Parlo e Ingrid Thulin em La caduta degli dei (1969). Guilbert também notou influências de Luchino Visconti e John Travolta no filme Saturday Night Fever (1977). Ele destacou a cena em que Madonna e suas amigas comem bananas enquanto assistem Stefano dançar como referência à capa do álbum The Velvet Underground & Nico (1967), desenhado por Warhol. Ele concluiu que, ao incluir Stefano e La Rue, Madonna estava "consolidando seu status de ícone gay". Em 2015, a revista Out o colocou na décima nona posição dos "20 vídeos mais elegantes" de Madonna. Pode ser encontrado no DVD Celebration: The Video Collection (2009).

## Apresentações ao vivo e versões

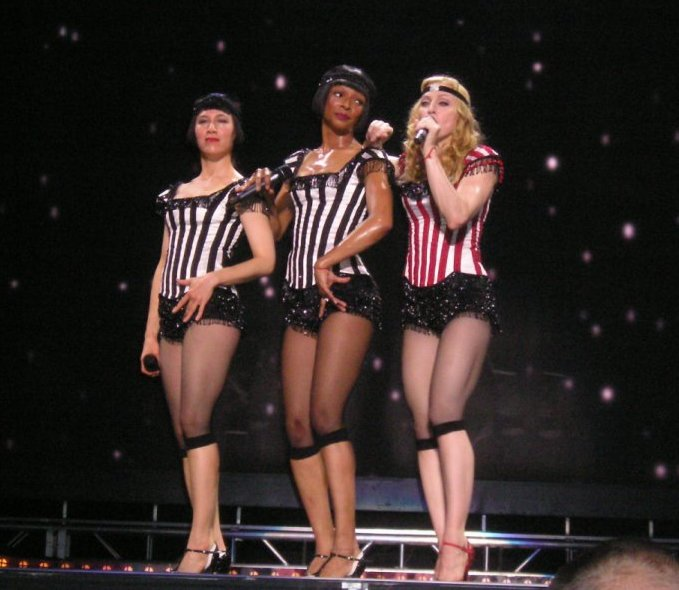
Madonna e seus dançarinos, executando uma versão lenta de "Deeper and Deeper" durante a Re-Invention World Tour, 2004.

Madonna incluiu "Deeper and Deeper" no repertório de suas turnês The Girlie Show (1993), Re-Invention (2004) e Rebel Heart Tour (2015-16). No primeiro, ele se apresentou após "Express Yourself" (1989), do álbum Like a Prayer. O palco foi decorado com cortinas mylar e bola de espelhos que brilhavam. Madonna, acompanhada por Haris e De Lory, usava uma peruca loira afro, blusa colorida dos anos 70 e calças de sino. No início da apresentação, um homem da plateia subiu ao palco tentando dançar com a cantora e depois tirou a calça com broches, apenas para revelar que ele era um dos dançarinos do show. Segundo Georges-Claude Guilbert, para a interpretação Madonna foi inspirada por Marlene Dietrich no filme Blonde Venus (1932). Em sua crítica ao concerto em Nova Iorque, Jon Pareles, do New York Times, disse que o número fazia parte do "núcleo do programa", que incluía "canções de libertação". O show em Sydney (Austrália) de 19 de novembro de 1993 foi gravado e a apresentação foi incluída no VHS, The Girlie Show - Live Down Under (1994).

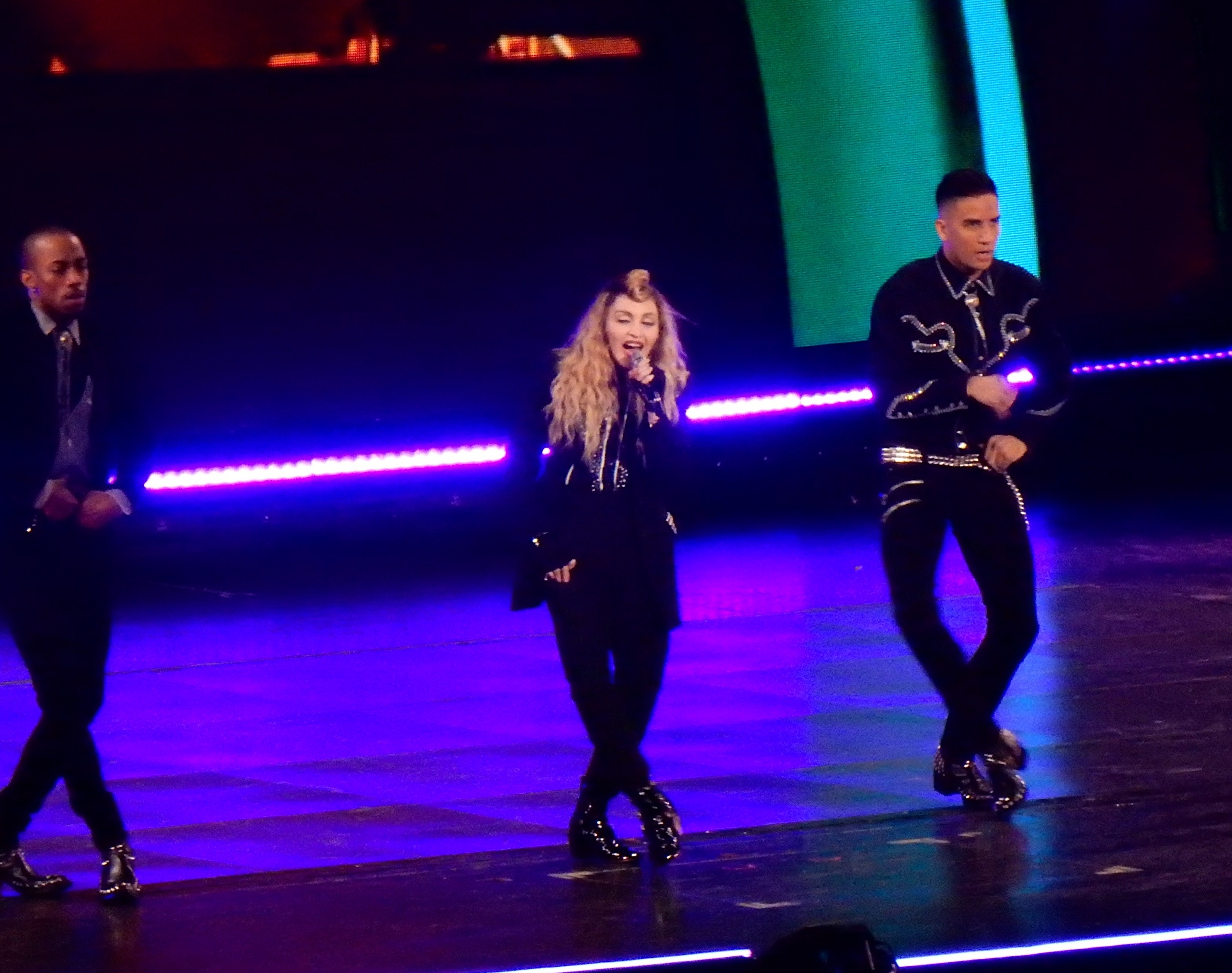
Madonna e seus dançarinos cantando "Deeper and Deeper" em sua turnê Rebel Heart Tour (2015-16).

Onze anos depois, Madonna incluiu "Deeper and Deeper" no repertório da Re-Invention World Tour. Desta vez, ele apareceu no terceiro segmento do show, "Circus-Cabaret". Apresentado em uma versão acústica e lounge, ele apareceu no palco vestido com um traje de circo, que consistia em shorts pretos, um bustiê listrado branco e vermelho, bandana e salto alto. O desempenho rendeu comentários positivos: The Washington Times, escreveu que "[Madonna] mostrou nuances vocais que não sabiamos que ela tinha", e Elizabeth Smith, do New York Times, disse: "Quem sabia que seu sucesso dance "Deeper and Deeper" tinha uma ressonância tão erótica/romântica?".
Na Rebel Heart Tour de 2015-16, ele cantou "Deeper and Deeper" em sua versão original remixada com elementos de house. A coreografia incluía uma dançarina carregando a cantora de costas enquanto a tela de fundo mostrava uma jukebox. O traje foi inspirado pelo rockabilly e foi criado por casas de moda Prada e Miu Miu. O crítico fez comentários favoráveis à apresentação; por exemplo, Rob Sheffield, da Rolling Stone o citou como um dos destaques da turnê, enquanto Daryl Deino do Inquisitr admitiu que "embora [Madonna] tenha mostrado passos de dança impressionantes, foi sua música poderosa que realmente deu vida à apresentação". Uma das performances nesta turnê foi incluído no quinto álbum ao vivo da cantora, Rebel Heart Tour, liberado em 2017. Mark pistel executou uma versão cover para Virgin Voices: A Tribute To Madonna, Vol. 2 ( 2000), e em 2012 o trio John DiMartino Romantic Jazz gravou a música para seu álbum Forbidden Love - Tribute To Madonna.

## Lista de faixas e formatos
| Single 7" americano / CD single japonês de 3" |                                      |         |  |
| N.º                                           | Título                               | Duração |  |
| 1.                                            | "Deeper and Deeper" (versão editada) | 4:54    |  |
| 2.                                            | "Deeper and Deeper" (instrumental)   | 5:31    |  |

| CD single europeu e australiano |                                                |         |  |
| N.º                             | Título                                         | Duração |  |
| 1.                              | "Deeper and Deeper" (versão do álbum)          | 4:41    |  |
| 2.                              | "Deeper and Deeper" (Shep's Deep Makeover Mix) | 9:09    |  |
| 3.                              | "Deeper and Deeper" (David's Klub Mix)         | 7:40    |  |
| 4.                              | "Deeper and Deeper" (Shep's Classic 12")       | 7:27    |  |
| 5.                              | "Deeper and Deeper" (Shep's Fierce Deeper Dub) | 6:01    |  |
| 6.                              | "Deeper and Deeper" (Shep's Deep Beats)        | 2:57    |  |

| Maxi single americano |                                                |         |  |
| N.º                   | Título                                         | Duração |  |
| 1.                    | "Deeper and Deeper" (versão do álbum)          | 4:41    |  |
| 2.                    | "Deeper and Deeper" (Shep's Deep Makeover Mix) | 9:09    |  |
| 3.                    | "Deeper and Deeper" (David's Klub Mix)         | 7:40    |  |
| 4.                    | "Deeper and Deeper" (Shep's Classic 12")       | 7:27    |  |
| 5.                    | "Deeper and Deeper" (Shep's Fierce Deeper Dub) | 6:01    |  |
| 6.                    | "Deeper and Deeper" (David's Love Dub)         | 5:39    |  |
| 7.                    | "Deeper and Deeper" (Shep's Deep Beats)        | 2:57    |  |

| CD Single japonês / EP |                                                |         |  |
| N.º                    | Título                                         | Duração |  |
| 1.                     | "Deeper and Deeper" (Shep's Deep Makeover Mix) | 9:09    |  |
| 2.                     | "Deeper and Deeper" (David's Klub Mix)         | 7:38    |  |
| 3.                     | "Deeper and Deeper" (Shep's Classic 12")       | 7:25    |  |
| 4.                     | "Deeper and Deeper"                            | 5:58    |  |
| 5.                     | "Deeper and Deeper" (David's Love Dub)         | 5:37    |  |
| 6.                     | "Deeper and Deeper" (Shep's Deep Beats)        | 2:57    |  |
| 7.                     | "Bad Girl" (Extended mix)                      | 6:29    |  |
| 8.                     | "Erotica" (Kenlou B-Boy Instrumental)          | 5:54    |  |
| 9.                     | "Erotica" (Underground Tribal Beats)           | 3:30    |  |
| 10.                    | "Erotica" (WØ Dub)                             | 4:53    |  |
| 11.                    | "Erotica" (House Instrumental)                 | 4:59    |  |
| 12.                    | "Erotica" (Bass Hit Dub)                       | 4:47    |  |

## Créditos e equipe

### Direção
- Publicado por WB Music Corp./Bleu Disque Music Co. Inc./Webo Girl Publishing, Inc., admin. por WP Music Corp/Shepsongs, admin. por MCA Music Publishing Inc. (ASCAP).
- Gravação do Sound Works Studio (Astoria, Nueva York).
- Masterização em Sterling Sound (Nova Iorque).

### Equipe
- Madonna: vocais, composição, produção
- Shep Pettibone: composição, produção, teclados, sequência, programação
- Anthony Shimkin: composição, teclados, sequência, programação
- Joe Moskowitz: teclados
- Paul Pesco: guitarra
- Niki Haris: coros
- Donna De Lory: coros
- P. Dennis Mitchell: engenharia de gravação
- Robin Hancock: engenharia de gravação
- Goh Hotoda: mixagem
- Ted Jensen: masterização

Créditos adaptados das notas do álbum Erotica.

## Performance comercial
Após seu lançamento, "Deeper and Deeper" estreou no Billboard Hot 100 — principal tabela musical dos Estados Undios — no número 38 na semana de 5 de dezembro de 1992. Ele rapidamente subiu na tabela, chegando ao número 7 na semana de 30 de janeiro de 1993. O single também liderou a parada Hot Dance Club Play e alcançou o número dois na tabela Mainstream Top 40. Na contagem de final de ano da Billboard Hot 100, "Deeper and Deeper" chegou ao número 66. No Canadá, a música estreou no número 5 na parada de singles da RPM, na semana de 23 de janeiro de 1993. Ele finalmente alcançou a segunda posição da tabela, em 13 de fevereiro de 1993, após três semanas. Classificou-se no número 34 na contagem de final de ano da RPM para 1993.
"Deeper and Deeper" alcançou um pico no número 6 no UK Singles Chart — tabela musical do Reino Unido — na semana de 12 de dezembro de 1992, e esteve presente no top 100 por um total de 9 semanas. Até 2008, o single vendeu mais de 136,800 cópias no Reino Unido. Na Austrália, "Deeper and Deeper" atingiu o número 11 no ARIA Charts na semana de 13 de dezembro de 1992. Permaneceu nessa posição por três semanas e um total de 10 semanas no tabela. Na França, tornou-se o único single do Erotica a alcançar o top 20, chegando ao número 17 da tabela da SNEP. Permaneceu nesta posição por uma semana e um total de 7 semanas na tabela. Na Áustria, a música atingiu o número 30. Em outros países, como Bélgica, Irlanda e Nova Zelândia, conseguiu chegar ao top 10 das tabelas.

### Tabelas semanais
| Tabela musical (1992–93)              | Melhor posição |
| ------------------------------------- | -------------- |
| Alemanha (GfK Entertainment Charts)   | 26             |
| Austrália (ARIA Charts)               | 11             |
| Áustria (Ö3 Austria Top 40)           | 30             |
| Bélgica (Ultratop 50 de Flandres)     | 10             |
| Canadá (RPM Singles Chart)            | 2              |
| Estados Unidos (Billboard 100)        | 7              |
| Estados Unidos (Hot Dance Club Songs) | 1              |
| Estados Unidos (Mainstream Top 40)    | 2              |
| Estados Unidos (Rhythmic Songs)       | 14             |
| Europa (European Hot 100 Singles)     | 9              |
| França (SNEP)                         | 17             |
| Irlanda (IRMA)                        | 7              |
| Islândia (Íslenski Listinn Topp 40)   | 13             |
| Itália (Music & Media)                | 1              |
| Nova Zelândia (Recorded Music NZ)     | 9              |
| Países Baixos (Dutch Top 40)          | 17             |
| Países Baixos (Single Top 100)        | 20             |
| Reino Unido (UK Singles Chart)        | 6              |
| Suécia (Sverigetopplistan)            | 22             |
| Suíça (Schweizer Hitparade)           | 23             |

| Tabela musical (1993)              | Posição |
| ---------------------------------- | ------- |
| Bélgica (Ultratop 50 Flanders)     | 95      |
| Canadá (RPM)                       | 34      |
| Estados Unidos (Billboard Hot 100) | 66      |
| Países Baixos (Dutch Top 40)       | 158     |

| Região                                         | Certificação | Vendas  |
| ---------------------------------------------- | ------------ | ------- |
| Austrália (ARIA)                               | Ouro         | 35,000^ |
| ^distribuições baseadas apenas na certificação |              |         |